# Семенюк Микола Володимирович
Семенюк Микола Володимирович (5 лютого 1960,  с. Хоросток, Славутський район, Хмельницька обл.) – філолог, журналіст, поет.

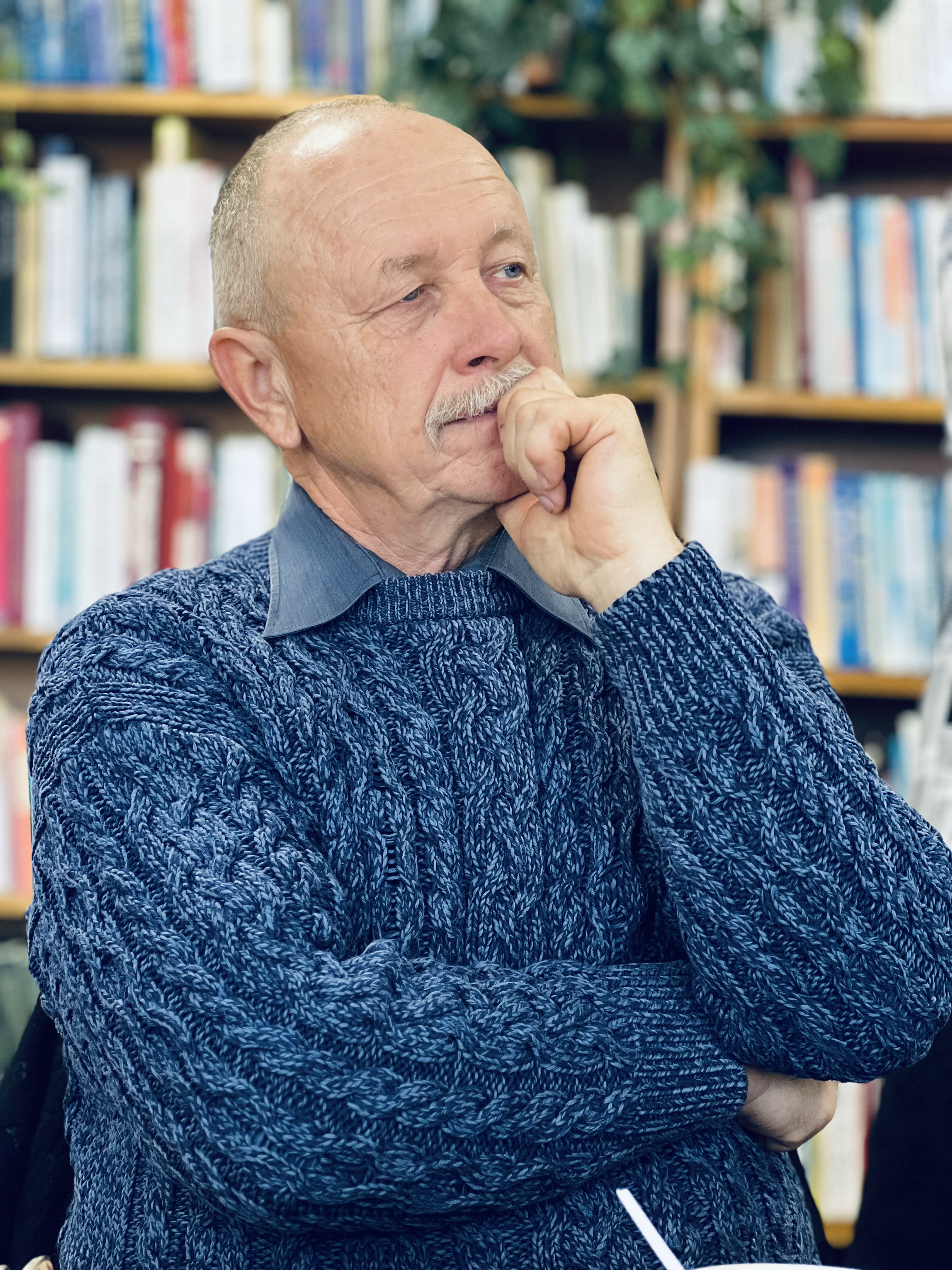
Семенюк Микола Володимирович

## Життєпис
Микола Володимирович Семенюк народився 5 лютого 1960 року у селі Хоросток Славутського району Хмельницької області.
Навчався у 8-річній школі села Хоросток. Середню освіту отримав у десятирічці сусіднього села Головлі. Вірші почав писати, навчаючись у школі, під впливом учителів-мовників.

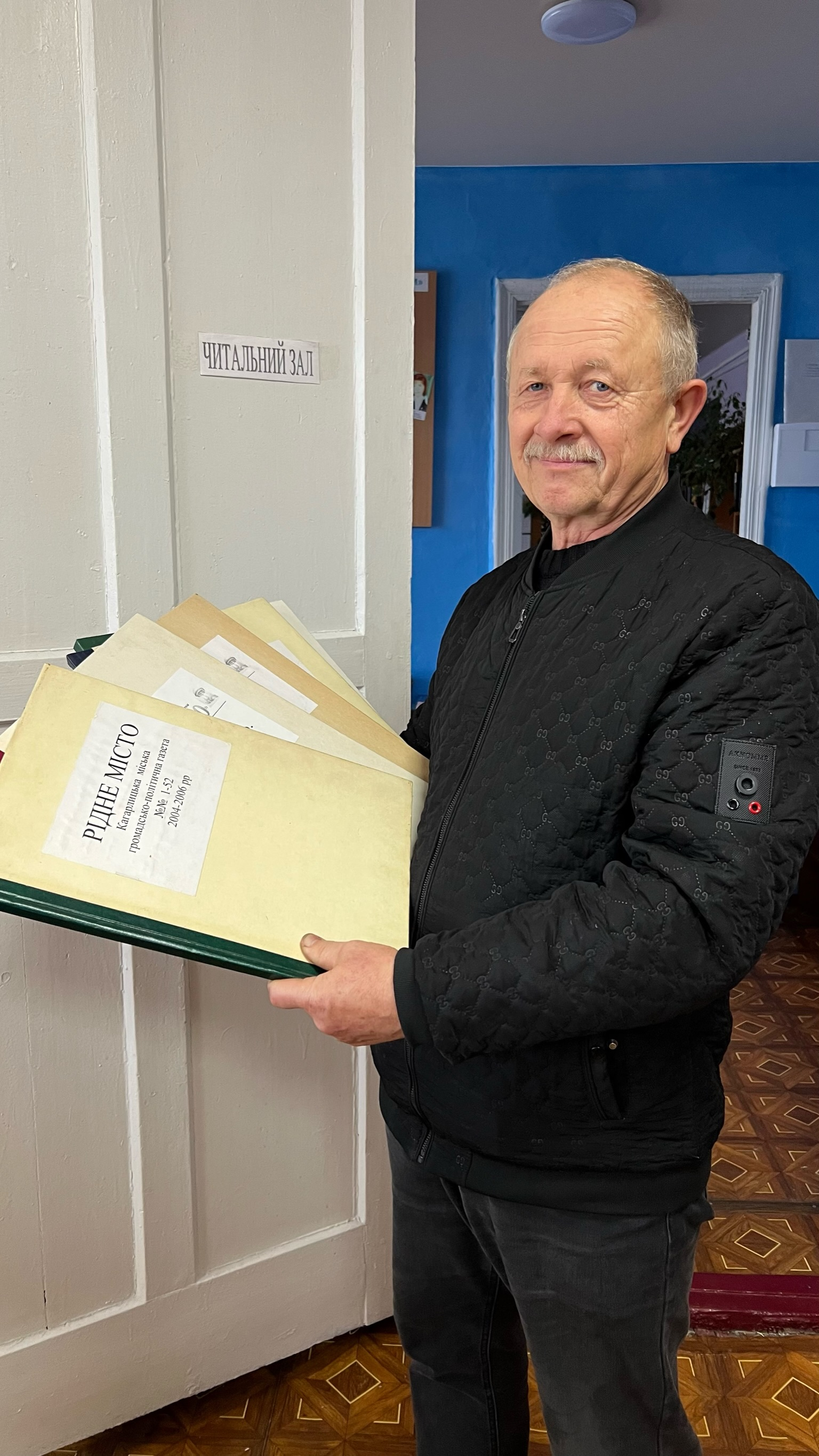
Семенюк М. В. З архівом газети "Рідне місто"

У 1977 році вступив на філологічний факультет Київського державного університету ім. Т. Г. Шевченка (нині Київського національного університету імені Тараса Шевченка) Навчаючись, брав участь у роботі редакційної колегії факультетської стінної газети «Філолог», а потяг до віршування привів майбутнього вчителя до літературної студії, керував якою відомий український поет Володимир Забаштанський.
У 1982 році, після закінчення університету, працював учителем української мови та літератури в місті Прип'ять .
У 1983 році переїхав до Кагарлика. Працював вчителем української мови та літератури в міській середній школі №1. Потім – заступником директора з навчально-виховної роботи.
У 1997 році почав публікуватись у районній та міській газетах "Кагарлицькі вісті" (нині "Вісник Кагарличчини"), "Рідне місто".

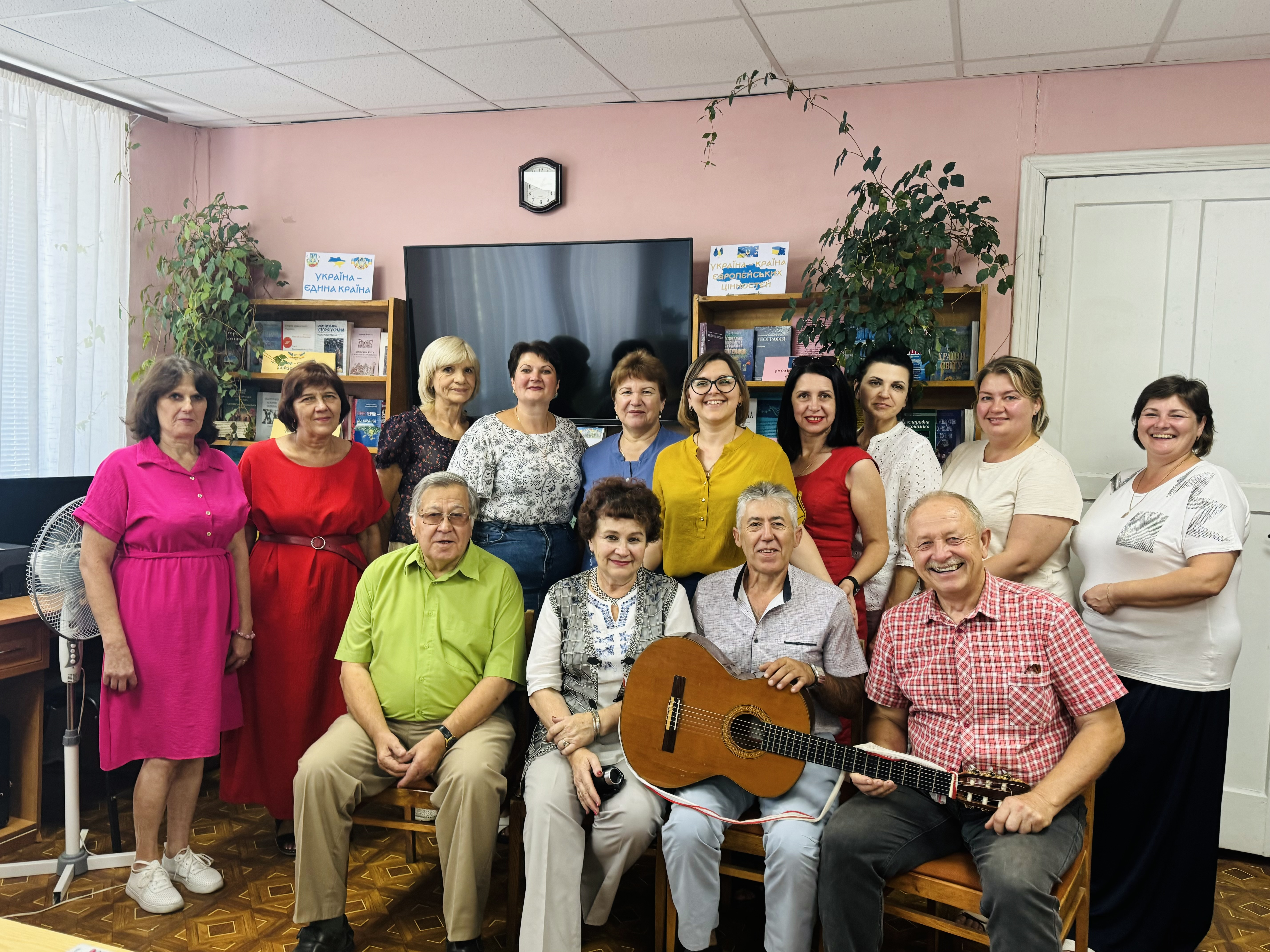
Засідання літературної студії "Зорі Придніпров"я"

У 1998 році був призначений директором Кагарлицької ЗОШ І-ІІІ ступенів №3. Ніколи не полишав мрії про журналістську діяльність.
З 2011 року працював штатним кореспондентом Кагарлицької міської газети "Рідне місто". Його давня мрія збулась.
У 2013  був признечений редактором Кагарлицької міської газети "Рідне місто". На посаді редактора працював до закриття газети у  2018 році.
З 2018 року працює на посаді головного спеціаліста з висвітлення інформації у відділі організаційно-кадрової роботи Кагарлицької міської ради. Веде сайт Кагарлицької міської ради: https://kagarlyk-mrada.gov.ua/
Микола Володимирович є частим гостем на заходах, які організовує Центральна бібліотека у  Кагарлику та інші організації міста.

## Творчість
Микола Семенюк – автор двох поетичних збірок:
- «Відлік часу» (2006).                                                                                                                                                                                          Книжка роздумів учителя про сенс життя, долю України, її людей, про підростаюче покоління, його виховання в дусі любові до рідної землі. Тема кохання, неповторності, краси, чуттєвості кожної жінки проходить барвистою лінією крізь всю поезію автора.

- «Тепло родини» (2015).                                                                                                                                                                                                 До другої книжки Миколи Миколи Володимировича ввійшли поезіїї різних років, більшість, з яких  публікується вперше.

   Микола Семенюк має доробок і як літературний критик. Свої літературно-критичні статті присвячує місцевим аматорам літературної творчості.